# 5552 Studnička
5552 Studnička eller 1982 SJ1 är en asteroid i huvudbältet som upptäcktes den 16 september 1982 av den tjeckiske astronomen Antonín Mrkos vid Kleť-observatoriet i Tjeckien. Den är uppkallad efter tjeckiske matematikern František Josef Studnička.
Asteroiden har en diameter på ungefär 7 kilometer.